# Rogelio
Rogelio  è un nome proprio di persona spagnolo maschile.

## Origine e diffusione
È l'attuale forma spagnola dal nome tardo latino Rogelius, derivato forse dal nome Rogatus, a sua volta proveniente dal latino rogatus, "richiesta"; il significato è dunque "richiesto", "per cui abbiamo pregato", lo stesso del nome Saul. Viene però accostato anche al nome Ruggero.

## Onomastico
L'onomastico si può festeggiare il 16 settembre in memoria di san Rogelio (o Rogello) martire assieme al compagno Serviodeo a Cordova.

## Persone
- Rogelio Delgado, calciatore paraguaiano
- Rogelio Domínguez, calciatore e allenatore di calcio argentino
- Rogelio Farías, calciatore cileno
- Rogelio Funes Mori, calciatore argentino
- Rogelio Iriarte, scrittore colombiano